# Flottes de combat
Pour les articles homonymes, voir Flotte (homonymie).
Flottes de combat est un almanach français recensant l’ensemble des bâtiments des marines de guerre du monde.

## Historique
Cet ouvrage fut créé en 1897 par le commandant de Balincourt, puis rédigé par le commandant Vincent-Bréchignac de 1926 à 1943, par Henri Le Masson de 1943 à 1974, par Jean Labayle-Couhat de 1974 à 1988 (avec la participation de l'enseigne de vaisseau de 2e classe (de réserve) Guy Jahan de Lestang pour l'édition 1974) et, de 1988 à 2016, par le commandant Bernard Prézelin, capitaine de vaisseau de réserve. Depuis l’édition 2018, l’ouvrage est coécrit par Stéphane Gallois et Alexandre Sheldon-Duplaix,.
Il a été publié entre autres par les éditions Jean-Claude Lattès dans les années 1980 et est publié actuellement aux Éditions maritimes & d’outre-mer de Rennes dépendant des éditions Ouest-France, tous les deux ans, les années paires sauf pour la 56e édition qui parait quatre ans après la précédente.
Une adaptation en anglais est publiée depuis 1988 sous le titre Combat Fleets of the World par Naval Institute Press, Annapolis (États-Unis).
L’édition de 2015 est un volume relié sous jaquette de 1 504 pages comportant plus de 5 000 photographies intégralement en couleurs au format 27 × 21,7 cm. Le prix neuf est de 220 euros.
L'édition 2018 restera la dernière parution en version "papier" de l'ouvrage. L'éditeur annonce en 2024 une version numérique, sans date précise de publication.

## Ouvrages équivalents
- Jane's Fighting Ships au Royaume-Uni ;
- Almanacco Navale en Italie ;
- Weyers Flottentaschenbuch (de) en Allemagne.